# Saint-Lô
Saint-Lô este un oraș în Franța, prefectura departamentului Manche, în regiunea Normandia de Jos. Are o populație de aproximativ 20.000 locuitori, și este situat la 49°6′N 1°5′V / 49.100°N 1.083°V. A fost unul dintre cele mai afectate orașe în urma Debarcării din Normandia în iunie 1944.

## Localități înfrățite
- Belgia: Saint-Ghislain;
- Germania: Aalen;
- Regatul Unit: Christchurch;
- Statele Unite ale Americii: Roanoke, Virginia;
- Franța: cartierul Kervénanec, Lorient.